# جائزة إيطاليا الكبرى للدراجات النارية 2006
جائزة إيطاليا الكبرى للدراجات النارية 2006 هو سباق دراجات نارية أقيم بتاريخ 4 يونيو 2006. كان الجولة السادسة من أصل 17 في سباق الجائزة الكبرى للدراجات النارية موسم 2006. فاز الإيطالي فالنتينو روسي بفئة الموتو جي بي بينما جاء الإيطالي لوريس كابيروسي في المركز الثاني وحصل على المركز الثالث الأمريكي نيكي هايدن.

## وصلات خارجية
- الموقع الرسمي